# Živali na ladji RMS Titanic
Med katastrofalno krstno plovbo, ki se je končala s potopitvijo 15. aprila 1912, je bilo na krovu potniške prekoocanske ladje RMS Titanic veliko živali.
Na krovu so bili psi, mačke, piščanci, druge ptice  in neznano število podgan. Preživeli so le trije psi od dvanajstih, ostale živali pa so poginile.

## Seznam živali
Na ladijskem krovu je bila lastna ladijska mačka po imenu Jenny, ki so jo na Titanicu imeli za lovljenje miši in podgan. Na Titanic so jo premestili s Titanicove sestrske ladje Olympic, skotila pa se je teden dni pred odhodom Titanica iz Southamptona na krstno plovbo. Običajno je živela v kuhinji, kjer je kuhinjsko osebje njo in njene majhne mucke hranilo z ostanki hrane, ki so jo kuhali in dodatno mačjo hrano. Stevardesa Violet Jessop je povedala, da je mačko vedno položila na k njeni družini blizu Jima, kjer je vedno dobila hrano in ji je bilo vedno toplo in udobno. 
Številni psi so bili na Titanic pripeljani kot hišni ljubljenčki. Večino so imeli v sobi za pse na ladijski palubi F, čeprav jih je veliko potnikov prvega razreda imelo pri sebi v svojih kabinah. Ladijski vzgajalec živali John Hutchison je bil odgovoren za dobro počutje psov. Vsak dan jih je s svojimi pomagači peljal na sprehod po palubi. Francis Davis Millet z neodobravanjem napisal v pismu, poslanem z zadnjega postajališča Titanica, Queenstown na Irskem: "Če pogledam [seznam potnikov], najdem samo tri ali štiri ljudi, ki jih poznam, vendar jih je ... a  številnih čudnih ameriških žensk, nadloga je pač kjer koli, in na ladji slabše kot kjer koli. Mnogi med njimi prenašajo drobne pse in moške vodijo naokoli kot prave gospodarje hišnih ljubljenčkov." Lastniki psov so načrtovali organizirati razstavo psov na ladji 15. aprila 1912 vendar je Titanic potonil prejšnjo noč.
Zabeležene in vključene so bile podrobnosti o več psih na Titanicu:
- Kraljevi Charles španjel in starejši Airedalec, ki je bil v lasti Williama Carterja,
- Chow-Chow, chow-chow v lasti Harryja Andersona,
- Prvak francoskega buldoga je bil poimenovan Gamin de Pycombe, bil pa je v lasti Roberta Williamsa Daniela, ki ga je kupil v Angliji za zelo visoko ceno 150 funtov (13 393 funtov v cenah leta 2015),
- Kitty, še en airedalec, ki je bil v lasti ameriškega milijonarja Johna Jacoba Astorja IV-ja,
- Pomeranec lastnice Margaret Bechstein Hays z imenom Bebe, ki jo je (verjetno skrivaj) imela v svoji kabini,
- V kabini je bil tudi pes v lasti Elizabeth Rothschild,
- Pekinžan z imenom Sun Yat Sen, ki sta ga imela v lasti Henry Sleeper Harper in njegova žena Myra,
- Frou-Frou, pasji igrač v lasti Helen Bishop. Psu je bilo dovoljeno bivati v lastnikovi kabini, ker so ga upravitelji ocenili, da je "preveč lep", da bi se lahko pridružil med večje pse v psarnah,
- Rigel črni novofundlandski pes naj bi bil na ladji in govorilo se je, da je rešil veliko preživelih; pa so se nekateri spraševali, ali bi pes lahko preživel dolgo plavanje v ledenem oceanu in ni nobenih sodobnih dokazov, da je pes sploh obstajal.

Na krovu je bilo verjetno več psov, vendar njihovi podatki (niso znani(in lastniki)) niso preživeli. Potnik Charles Moore iz Washingtona je v zadnjem trenutku spremenil svoje načrte za potovanje in prevoz na krovu ladje Titanic 100 angleških psov, ki jih je nameraval uporabiti za lov na druge živali v angleškem slogu na območju Washingtona. Namesto tega so jih poslali na drugo ladjo.
Poleg psov in mačk je bilo na krovu tudi več ptic. Ella Holmes White iz New Yorka je prinesla štiri peteline in kokoši, ki so jih verjetno hranili v prostorih za pse na palubi F ali blizu njih. Uvozila jih je iz Francije z namenom, da bi doma izboljšala svojo perutninsko zalogo. Druga ženska naj bi na krovu prinesla 30 petelinov, Elizabeth Ramel Nye pa njen rumeni kanarček. Dva psa in kanarček sta se izkrcala s potniki, ki so zapustili ladjo v Cherbourg, prvo pristanišče Titanica po izplutju iz Southamptonu. Živali so potovale z lastnimi vozovnicami in celo za kanarčka, ki je ostal v Cherbourgu, je bilo treba plačati v višini 25 ameriških centov.
Tako kot katera koli druga ladja je tudi na Titanicu bilo veliko podgan. Eno so videli, kako je zvečer pobegnila čez jedilnico tretjega razreda, na šok in začudenje stvari, ki so padale v poplavljen prostor. Nekatere ženske, ki so videle, da se je zapodila v podpalubje, moški pa so neuspešno poskušali ujeti podgano.

## Usoda
Nekaj živali na Titanicu je preživelo potop. Tri pse so njihovi lastniki odpeljali v reševalne čolne. Margaret Hays je varno pobegnila v reševalni čoln št. 7 s svojim hišnim ljubljenčkom in z njim živela do junija 1917, medtem, ko je Elizabeth Rothschild zavrnila vkrcavanje v reševalni čoln št. 6, razen če ji dovolijo, da se vkrca tudi njen pes. Henry in Myra Harper sta se v reševalni čoln št. 3 pripeljala s svojim pekinezerjem, vendar je Helen Bishop morala v svoji kabini zapustiti Frou-Frou, kar jo je vrglo v obojestransko stisko. Pes je poskušal preprečiti njen odhod, tako da jo je z zobmi držal za njeno obleko, dokler ni šiv raztrgal.  Pozneje je spregovorila o svoji žalosti: "Izguba in smrt mojega malega psa me je zelo prizadela. Nikoli ne bom pozabila, kako me je vlekel za mojo obleko. Tako me je hotel spremljati."
Nobena od drugih živali ni preživela. V nekem trenutku med potopitvijo se je nekdo odločil, da bo vse pse izpustil iz svoje sobe za pse, kar je vodilo do tega, da je ladja potonila poševno. Ena ženska potnica naj se ne bi odalila od svojega psa in se odločila ostati na krovu. Nekaj dni pozneje, ko se je SS Bremen plul skozi območje, še vedno preplavljeno z naplavinami in trupli, ki so plavali v vodi, je en sam potnik videl truplo, za katero je mislila, da je ženska, ki je trdno držala, kar bi lahko bil velik nagačen pes v naročju. Buldoga Roberta W. Daniela Gamin de Pycombe so nazadnje videli v vodnem plavanju za borbo za življenje, potem ko je ladja potonila.
Po potopitvi je več preživelih lastnikov živali vložilo odškodninske zahtevke za poginile hišne ljubljenčke in ptice. Daniel je za smrt svojega rodovitnega buldoga zahteval 750 dolarjev, Carter pa 300 evrov za smrt svojih dveh psov. White je terjal 207,87 dolarja za smrt piščancev in kokoši ter petelinov, smrt Chow-Chow pa je Anderson ocenil na 50 dolarjev. Potopitev ladje so preživeli le trije od dvanajstih psov.